# Laelaptoseius novaezelandiae
Laelaptoseius novaezelandiae är en spindeldjursart som beskrevs av Womersley 1960. Laelaptoseius novaezelandiae ingår i släktet Laelaptoseius och familjen Laelapidae. Inga underarter finns listade i Catalogue of Life.